# Eugenio Filippini
Eugenio Filippini (* 1928 in Airolo; † 8. Juli 2016 in Paradiso) war ein Schweizer Offizier, Instruktionsoffizier der Infanterie, Brigadier und ehemaliger Kommandant der Grenzbrigade 9.

## Leben
Er besuchte Schulen in Airolo und Ascona und wurde als Beamter in der Schweizer Zollverwaltung ausgebildet. In Airolo wurde er ein erfahrener Skifahrer und Skilehrer. In der Mitte der 1950er Jahre war Oberleutnant Eugenio Filippini Kommandant der Kompanie Carabinieri di montagna II/9, stationiert in Parpan. Im Jahr 1961 wurde Hauptmann Filippini mit der Organisation des Einführungskurses für das neue Sturmgewehr (Fass 57) für Offiziere des Gebirgsinfanterieregiments 30 betraut. Seit 1962 war er Berufsoffizier an der Rekrutenschule der Grenadiere in Losone. Von 1971 bis 1972 nahm er am Lehrgang für höhere Führungskräfte an der Kriegsschule der italienischen Armee in Civitavecchia teil. Hauptmann Filippini besuchte die Generalstabskurse und wurde in den Generalstab der Grenzbrigade 9 eingegliedert. 
Viele erinnern sich auch an jenen tragischen April 1964, als eine riesige Lawine einen Teil des Dorfes Airolo verwüstete: in jener schicksalhaften Stunde war Hauptmann Filippini an vorderster Front im Einsatz, um der Bevölkerung im Zentrum der Leventina Hilfe zu bringen und denjenigen zu helfen, die alles verloren hatten.
Von 1970 bis 1973 befehligte er als Major das Carabinieri-Gebirgsbataillon 9. Dann übernahm er das Kommando über die Zentrale für Kampftraining in den Bergen (Gebirgskampfschule) in Andermatt in den Jahren 1975–1977 und die Schulen für Rekruten der Gebirgstruppen in Bellinzona. Im Jahr 1974 wurde er Teil des Stabs des Gebirgsarmeekorps 3, um im folgenden Jahr zur Grenzbrigade 9 zurückzukehren, wo er als Stabschef von Brigadier Erminio Giudici die kombinierte Schiessübung Sassello seines ehemaligen Bataillons führte. Dann als Oberst war er Chef des Infanterieregiments 30 in den Jahren 1977 und 1978. Oberst Filippini 1978 leitete die Rekrutenschule der Gebirgsinfanterie in Bellinzona.
Den Rang eines Brigadiers erreichte er am 1. Januar 1979 mit der Leitung der Grenzbrigade 9, die er bis 1948 kommandierte. Mit diesem Rang blieb er Berufsoffizier, mit der Aufgabe als Ausbilder des dritten Infanteriebezirks, der alle Rekrutenschulen von Savatan bis Airolo und von Stans bis Chur/St. Luzisteig umfasst.
Er wurde Ende 1989 in den Ruhestand versetzt. Er war Vizepräsident der Federazione di Sci della Svizzera italiana (während der Jahre der Tessiner Champions Michela Figini und Doris De Agostini), Gründungsmitglied des Guide Alpine Ticino, Präsident von Ticino Snowsports sowie Sekretär der Union Internationale des Associations d’Alpinisme. Ebenfalls nahm er mit seiner Frau Annamaria an den Aktivitäten der Seniorengruppe des Club Alpino Svizzero Sezione Ticino teil. Am 29. November 2003 leitete er den Kulturausflug Fort San Gottardo und Claustra San Carlo, eine Besichtigung der militärischen Befestigungen, die den militärischen Teil des Komplexes, das Seminarzentrum San Carlo und das Nationalmuseum San Gottardo zeigte. Ein Spaziergang entlang der Tremolastrasse bot die Gelegenheit, sich an den aussergewöhnlichen Strassenbau zu erinnern, der zu einem der lebhaftesten und umstrittensten Momente der politischen Geschichte des Tessins gehört.